# Porta Obscura
Albums de Coronatus
Lux Noctis
(2007) Fabula Magna
(2009)
Porta Obscura est le deuxième album du groupe de metal gothique allemand Coronatus, publié le 28 novembre 2008 chez Massacre Records.

## Liste des chansons
Toutes les chansons sont écrites et composées par Coronatus.
| No  | Titre                | Durée |
| --- | -------------------- | ----- |
| 1.  | Prologue             | 1:57  |
| 2.  | Exitus               | 4:00  |
| 3.  | Fallen               | 6:50  |
| 4.  | In Silence           | 4:22  |
| 5.  | Beauty In Black      | 4:36  |
| 6.  | Cast My Spell        | 5:09  |
| 7.  | In Your Hands        | 2:41  |
| 8.  | Mein Herz            | 3:16  |
| 9.  | Am Kreuz             | 4:39  |
| 10. | Der Vierte Reiter    | 4:30  |
| 11. | Strahlendster Erster | 3:23  |
| 12. | Flos Obscura (Bonus) | 5:14  |
| 13. | Volles Leben (Bonus) | 3:56  |